# Siran (Cantal)
Pour les articles homonymes, voir Siran.
Siran est une commune française, située dans le département du Cantal en région d'Auvergne-Rhône-Alpes.

## Géographie

### Localisation
La commune de Siran est située à 30 km d'Aurillac. Elle s'étale sur 5 088 hectares (50,88 km2) (avec les lieux-dits rattachés à la commune). Son altitude s'élève jusqu'à 699 m. Ce point culminant est marqué par un bloc de pierre cubique sur un chemin forestier.
Environ la moitié du territoire est recouvert de forêts, lesquelles sont parcourues par 10 km de pistes forestières récemment aménagées.

### Communes limitrophes
La commune est limitrophe des départements de la Corrèze et du Lot.
Les communes limitrophes sont Glénat, Laroquebrou, Montvert, Saint-Gérons, Saint-Saury, Goulles, Saint-Julien-le-Pèlerin et Sousceyrac-en-Quercy.
| Saint-Julien-le-Pèlerin (Corrèze) | Goulles (Corrèze) | Montvert                  |
| Sousceyrac-en-Quercy (Lot)        | Siran             | Laroquebrou, Saint-Gérons |
|                                   | Saint-Saury       | Glénat                    |

### Climat
Pour des articles plus généraux, voir Climat d'Auvergne-Rhône-Alpes et Climat du Cantal.
En 2010, le climat de la commune est de type climat océanique altéré, selon une étude du CNRS s'appuyant sur une série de données couvrant la période 1971-2000. En 2020, Météo-France publie une typologie des climats de la France métropolitaine dans laquelle la commune est exposée à un climat de montagne ou de marges de montagne et est dans la région climatique  Ouest et nord-ouest du Massif Central, caractérisée par une pluviométrie annuelle de 900 à 1 500 mm, maximale en automne et en hiver. 
Pour la période 1971-2000, la température annuelle moyenne est de 10,2 °C, avec une amplitude thermique annuelle de 14,9 °C. Le cumul annuel moyen de précipitations est de 1 349 mm, avec 12,9 jours de précipitations en janvier et 7,9 jours en juillet. Pour la période 1991-2020, la température moyenne annuelle observée sur la station météorologique de Météo-France la plus proche, « Camps »sur la commune de Camps-Saint-Mathurin-Léobazel à 11 km à vol d'oiseau, est de 11,1 °C et le cumul annuel moyen de précipitations est de 1 432,2 mm,. Pour l'avenir, les paramètres climatiques de la commune estimés pour 2050 selon différents scénarios d'émission de gaz à effet de serre sont consultables sur un site dédié publié par Météo-France en novembre 2022.

## Urbanisme

### Typologie
Au 1er janvier 2024, Siran est catégorisée commune rurale à habitat très dispersé, selon la nouvelle grille communale de densité à 7 niveaux définie par l'Insee en 2022.
Elle est située hors unité urbaine. Par ailleurs la commune fait partie de l'aire d'attraction d'Aurillac, dont elle est une commune de la couronne,. Cette aire, qui regroupe 85 communes, est catégorisée dans les aires de 50 000 à moins de 200 000 habitants,.

### Occupation des sols
L'occupation des sols de la commune, telle qu'elle ressort de la base de données européenne d’occupation biophysique des sols Corine Land Cover (CLC), est marquée par l'importance des forêts et milieux semi-naturels (53 % en 2018), en diminution par rapport à 1990 (56,7 %). La répartition détaillée en 2018 est la suivante : 
forêts (50,3 %), zones agricoles hétérogènes (27 %), prairies (19,3 %), milieux à végétation arbustive et/ou herbacée (2,7 %), zones urbanisées (0,7 %). L'évolution de l’occupation des sols de la commune et de ses infrastructures peut être observée sur les différentes représentations cartographiques du territoire : la carte de Cassini (XVIIIe siècle), la carte d'état-major (1820-1866) et les cartes ou photos aériennes de l'IGN pour la période actuelle (1950 à aujourd'hui).

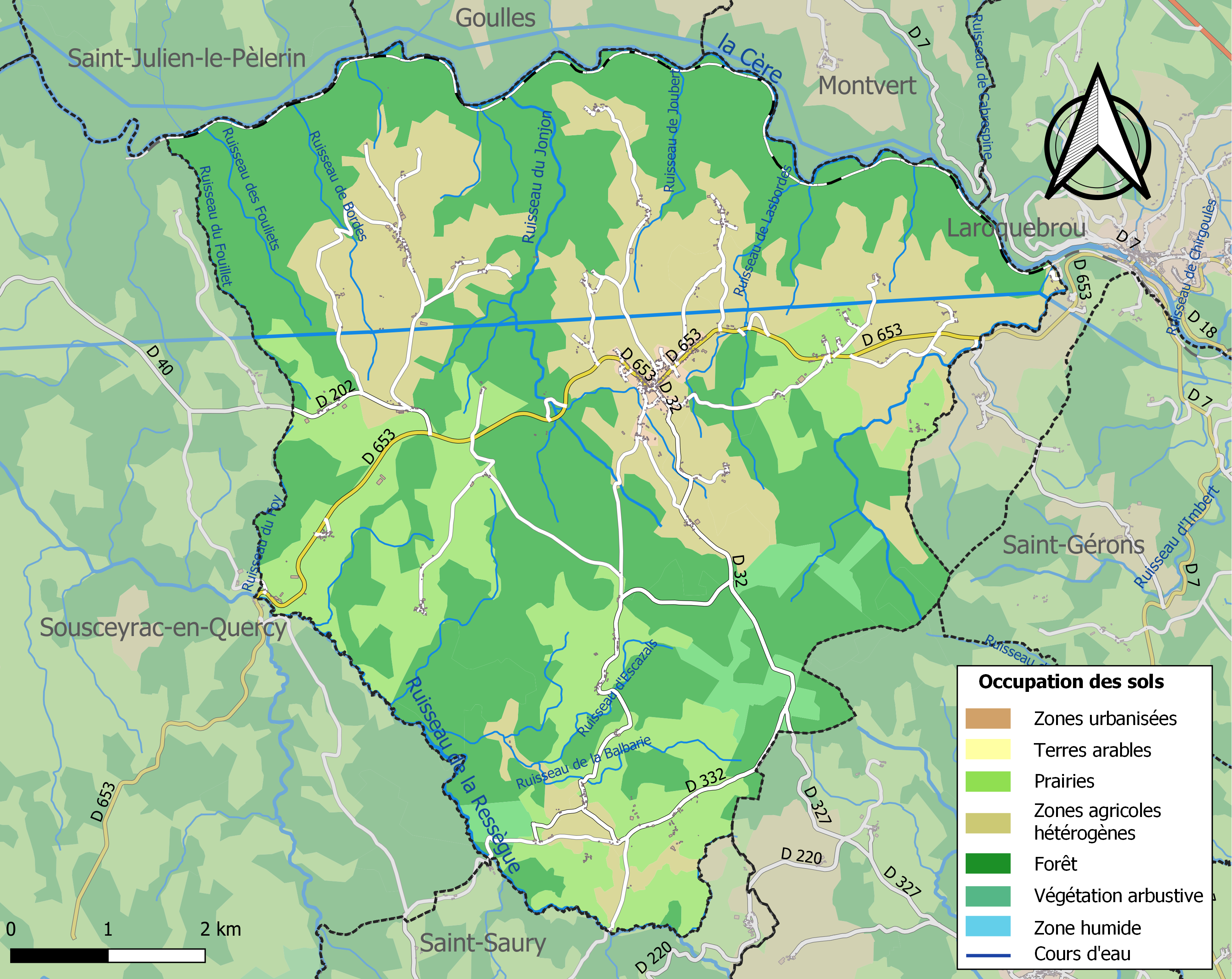
Carte des infrastructures et de l'occupation des sols de la commune en 2018 (CLC).

### Habitat et logement
En 2018, le nombre total de logements dans la commune était de 368, alors qu'il était de 362 en 2013 et de 354 en 2008.
Parmi ces logements, 63,6 % étaient des résidences principales, 33,2 % des résidences secondaires et 3,3 % des logements vacants. Ces logements étaient pour 98,1 % d'entre eux des maisons individuelles et pour 1,6 % des appartements.
Le tableau ci-dessous présente la typologie des logements à Siran en 2018 en comparaison avec celle du Cantal et de la France entière. Une caractéristique marquante du parc de logements est ainsi une proportion de résidences secondaires et logements occasionnels (33,2 %) supérieure à celle du département (20,4 %) et à celle de la France entière (9,7 %). Concernant le statut d'occupation de ces logements, 82,9 % des habitants de la commune sont propriétaires de leur logement (83,1 % en 2013), contre 70,4 % pour le Cantal et 57,5 pour la France entière.
| Typologie                                               | Siran | Cantal | France entière |
| ------------------------------------------------------- | ----- | ------ | -------------- |
| Résidences principales (en %)                           | 63,6  | 67,7   | 82,1           |
| Résidences secondaires et logements occasionnels (en %) | 33,2  | 20,4   | 9,7            |
| Logements vacants (en %)                                | 3,3   | 11,9   | 8,2            |

## Politique et administration
| Période                                  | Période                    | Identité                  | Étiquette   | Qualité                                                              |
| ---------------------------------------- | -------------------------- | ------------------------- | ----------- | -------------------------------------------------------------------- |
| Les données manquantes sont à compléter. |                            |                           |             |                                                                      |
|                                          |                            |                           |             |                                                                      |
| 1869                                     | 1877                       | Pierre Destanne de Bernis | Légitimiste | Chevalier de la Légion d'honneur. Garde du corps du Roi Louis XVIII. |
| 1877                                     | octobre 1881               | Jean-Baptiste Lacambre    |             |                                                                      |
| octobre 1881                             | juin 1904                  | Antoine Firmin Colomb     |             |                                                                      |
| juin 1904                                | 14 juillet 1907            | Jean Édouard Bouygues     |             |                                                                      |
| juillet 1907                             | décembre 1919              | Joseph Balthazar          |             |                                                                      |
| décembre 1919                            | avril 1935                 | Joseph Espalieu           |             |                                                                      |
| avril 1935                               |                            | Émile Vergnes             |             |                                                                      |
|                                          |                            |                           |             |                                                                      |
| mars 2001                                | mars 2008                  | Henri Farges              | SE          |                                                                      |
| mars 2008                                | avril 2014                 | Jean-Paul Peyral          | SE          | Agriculteur                                                          |
| avril 2014                               | mars 2020                  | Henri Farges              | SE          | Retraité Fonction publique                                           |
| mars 2020                                | En cours (au janvier 2023) | Guy Mespoulhes            | SE          | Retraité Fonction publique                                           |

## Démographie
L'évolution du nombre d'habitants est connue à travers les recensements de la population effectués dans la commune depuis 1793. Pour les communes de moins de 10 000 habitants, une enquête de recensement portant sur toute la population est réalisée tous les cinq ans, les populations de référence des années intermédiaires étant quant à elles estimées par interpolation ou extrapolation. Pour la commune, le premier recensement exhaustif entrant dans le cadre du nouveau dispositif a été réalisé en 2008.

En 2022, la commune comptait 461 habitants, en évolution de −4,55 % par rapport à 2016 (Cantal : −1,08 %, France hors Mayotte : +2,11 %).
| 1793  | 1800  | 1806  | 1821  | 1831  | 1836  | 1841  | 1846  | 1851  |
| ----- | ----- | ----- | ----- | ----- | ----- | ----- | ----- | ----- |
| 1 255 | 1 293 | 1 302 | 1 317 | 1 370 | 1 393 | 1 430 | 1 468 | 1 466 |

| 1856  | 1861  | 1866  | 1872  | 1876  | 1881  | 1886  | 1891  | 1896  |
| ----- | ----- | ----- | ----- | ----- | ----- | ----- | ----- | ----- |
| 1 420 | 1 387 | 1 363 | 1 294 | 1 322 | 2 028 | 1 328 | 1 252 | 1 202 |

| 1901  | 1906  | 1911  | 1921 | 1926 | 1931 | 1936 | 1946 | 1954 |
| ----- | ----- | ----- | ---- | ---- | ---- | ---- | ---- | ---- |
| 1 254 | 1 312 | 1 304 | 945  | 903  | 944  | 925  | 869  | 807  |

| 1962 | 1968 | 1975 | 1982 | 1990 | 1999 | 2006 | 2008 | 2013 |
| ---- | ---- | ---- | ---- | ---- | ---- | ---- | ---- | ---- |
| 775  | 721  | 705  | 650  | 606  | 529  | 519  | 516  | 494  |

| 2018 | 2022 | - | - | - | - | - | - | - |
| ---- | ---- | - | - | - | - | - | - | - |
| 470  | 461  | - | - | - | - | - | - | - |

Les habitants de Siran sont  les "Siranais" et les "Siranaises"

## Culture locale et patrimoine

### Lieux et monuments
- Église Saint-Martin de Siran, cette belle église construite en 1752 et récemment rénovée, typique de la Châtaigneraie avec son clocher à peigne abritant trois grosses cloches sculptées. Construite dans un style très pur, elle trône au cœur du village du haut de ses 25 mètres et est le bâtiment le plus remarquable du village.
- Église Saint-Joseph de La Balbarie.
- Chapelle de Lasmouzinies, tombée dans l'oublie, elle est totalement en ruine. Son clocher s'est effondré laissant un trou béant dans la bâtisse enfouie sous la broussaille.
- Le musée de l'Accordéon attire de nombreux cars de touristes tout au long de l'année. On y voit exposé de nombreux accordéons mais aussi des bignous et cabrettes, instruments traditionnels auvergnats.

### Personnalités liées à la commune
- Marius Maziers,  né en 1915 à Siran et décédé le 14 août 2008 à Mauriac (Cantal), archevêque de Bordeaux de 1968 à 1989.
- Jean-Louis Capmau, né le 17 mars 1889 à Siran et décédé le 18 décembre 1926. Rugbyman, il a été champion de France avec le Stade toulousain en 1912. Il a été sélectionné une fois en équipe de France, en 1914, contre l'Angleterre. Il jouait troisième ligne aile (1,73 m, 74 kg). Médaillé au concours de « l'Athlète complet » organisé par Le Journal en 1914. Vétérinaire, il est décédé au retour d'un pèlerinage à Lourdes. Clubs : Stade toulousain, Montferrand, Aurillac.